# Jakobuskirche (Wankheim)

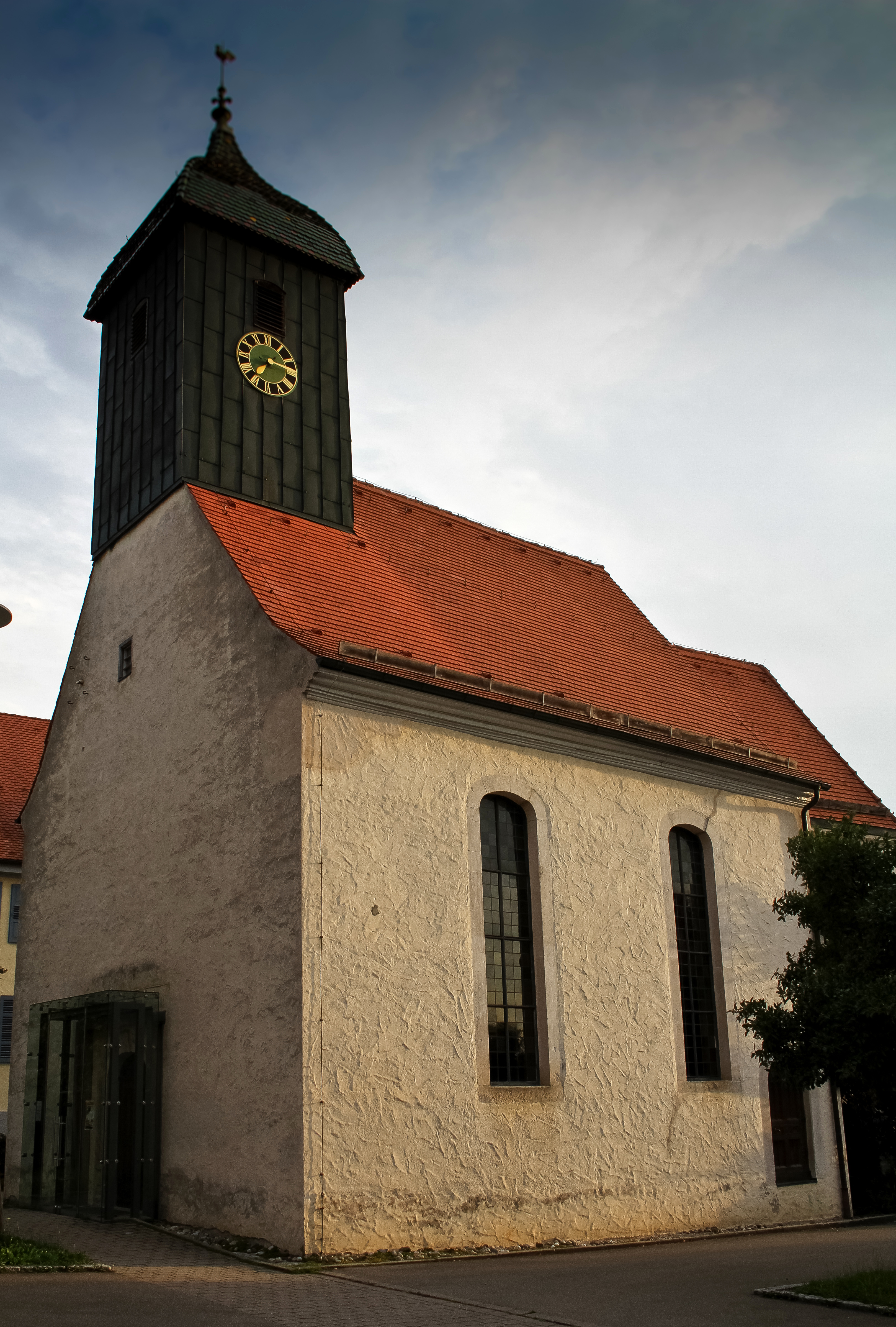
Jakobuskirche in Wankheim

Die Jakobuskirche steht in Wankheim, einem Ortsteil der Gemeinde Kusterdingen im Landkreis Tübingen in Baden-Württemberg. Die Kirchengemeinde gehört zum Kirchenbezirk Tübingen der Evangelischen Landeskirche in Württemberg. Das Bauwerk ist beim Landesamt für Denkmalpflege Baden-Württemberg als Baudenkmal eingetragen.

## Beschreibung
Das Schiff der Saalkirche wurde 1780/81 erbaut, nachdem ein Brand 1778 den in den 1490er Jahren geweihten gotischen Vorgängerbau zerstört hatte. Von diesem blieben der eingezogene, dreiseitig geschlossene und von Strebepfeilern gestützte Chor im Osten sowie die Sakristei an dessen Nordwand erhalten. Es ist unklar, ob deren stärkere Mauern das Erdgeschoss eines früheren Chorflankenturms bildeten. Über dem Satteldach des Langhauses erhebt sich im Westen der Dachturm mit geschwungener Haube.
Der Innenraum des Chors ist mit einem bemalten Netzgewölbe überspannt. Die Glasfenster wurden 1957/58 von Grete Csaki-Copony gestaltet. Im 19. Jahrhundert wurden Emporen an der Nordseite des Langhauses und eine im Chor zur Aufnahme der 1957 von Werner Renkewitz gebauten Orgel errichtet. Die Orgel wurde später auf die Empore gegenüber der Kanzel versetzt.